# Paectes cebeae
Paectes cebeae là một loài bướm đêm trong họ Noctuidae.